# Troppen (Luleå)
Troppen zijn twee zandbanken behorend tot de Lule-archipel. Er treedt postglaciale opheffing op in het gebied waar zij liggen, dat is in het noorden van de Botnische Golf. Troppen hoort bij Zweden.